# Stanisław Kubisz
Stanisław Kubisz (18 maja 1898 w Kocobędzu, zm. prawd. w Archangielsku) – polski doktor filozofii, nauczyciel gimnazjalny, urzędnik w Wydziale Oświecenia Śląskiego Urzędu Wojewódzkiego, oficer rezerwy. Ewakuowany został do Lwowa, deportowano go do Karelii w czerwcu 1940. Ofiara zbrodni katyńskiej.
Jego ojcem był Jerzy Kubisz (1862–1939), polski pedagog i działacz społeczny na Śląsku Cieszyńskim. Jego brat, Władysław Kubisz (1892–1941), również padł ofiarą zbrodni katyńskiej.